# Вибори до Верховної Ради Автономної Республіки Крим 2002
Вибори до Верховної Ради Автономної Республіки Крим 2002 — вибори до Верховної Ради Автономної Республіки Крим, що відбулися у березні 2002 року. Проводилися за мажоритарною виборчою системою.

## Результати виборів
| Партія                  | Кількість здобутих місць |
| ----------------------- | ------------------------ |
| Позапартійні            | 46                       |
| Компартія               | 15                       |
| Аграрна партія          | 11                       |
| НДП                     | 8                        |
| Партія регіонів         | 3                        |
| СДПУ (о)                | 3                        |
| За Русь єдину           | 2                        |
| СелПУ                   | 1                        |
| ПППУ                    | 1                        |
| Русько-український союз | 1                        |
| Трудова Україна         | 1                        |
| Демократичний союз      | 1                        |